# Rosa Lee Hill
Rosa Lee Hill oder Rosalie Hill (* 25. September 1910 in Como, Mississippi, USA; † 22. Oktober 1968 in Senatobia, Mississippi, USA) war eine US-amerikanische Bluesmusikerin.

## Biografie
Rosa Lee Hill, geboren 1910 in Como (Mississippi), war die Tochter von Sid Hemphill und die Tante von Jessie Mae Hemphill. Sie wuchs in einer musikalischen Familie auf; von ihrem Vater lernte sie mit sechs Jahren Gitarre zu spielen, mit zehn Jahren begleitete sie ihn bei Tanzveranstaltungen. Ihre Schwester Sidney Carter war populär als Sängerin sowohl religiöser als auch weltlicher Lieder.
Rosa Lee spielte ein breites Repertoire für weißes und schwarzes Publikum. Ihre Aufnahmen beschränken sich jedoch auf den Blues, den sie eigentlich als schlecht vereinbar mit ihrem religiösen Glauben empfand. Ihr Blues ist typisch für das Panola County, wo sie ihr ganzes Leben verbrachte. Ihre von ihrer Gitarre begleiteten Songs sind vergleichbar mit denen von Mississippi Fred McDowell. Hill und ihr Mann waren Sharecropper und lebten in bitterer Armut, besonders gegen Ende ihres Lebens, als ihr Haus niederbrannte und sie in eine baufällige Hütte ziehen mussten.
Der Folkloreforscher Alan Lomax nahm Rosa Lee Hill am 25. September 1959 bei Fred McDowell in Como auf. 1967 machte der Bluesforscher George Mitchell Aufnahmen mit ihr, die 2006 von Fat Possum Records auf dem Album Rosa Lee Hill and Friends: The George Mitchell Collection veröffentlicht wurden.
Rosa Lee Hill starb am 22. Oktober 1968 mit 58 Jahren in Senatobia (Mississippi).